# NBA All-Rookie Team 1980-1990
Cestisti inseriti nell'NBA All-Rookie Team per il periodo 1980-1990

## Elenco
|           | Membri del Naismith Memorial Basketball Hall of Fame |
| Grassetto | Rookie of the Year                                   |
| Corsivo   | Prima scelta nel Draft NBA                           |

| Stagione  |                       |                        |                     |                     |
| Stagione  | 1º quintetto          | 1º quintetto           | 2º quintetto        | 2º quintetto        |
| Stagione  | Giocatore             | Squadra                | Giocatore           | Squadra             |
| --------- | --------------------- | ---------------------- | ------------------- | ------------------- |
| 1980-1981 | Joe Barry Carroll     | Golden State Warriors  | nessun 2° quintetto | nessun 2° quintetto |
| 1980-1981 | Darrell Griffith      | Utah Jazz              | nessun 2° quintetto | nessun 2° quintetto |
| 1980-1981 | Larry Smith           | Golden State Warriors  | nessun 2° quintetto | nessun 2° quintetto |
| 1980-1981 | Kevin McHale          | Boston Celtics         | nessun 2° quintetto | nessun 2° quintetto |
| 1980-1981 | Kelvin Ransey         | Portland Trail Blazers | nessun 2° quintetto | nessun 2° quintetto |
| 1981-1982 | Kelly Tripucka        | Detroit Pistons        | nessun 2° quintetto | nessun 2° quintetto |
| 1981-1982 | Jay Vincent           | Dallas Mavericks       | nessun 2° quintetto | nessun 2° quintetto |
| 1981-1982 | Isiah Thomas          | Detroit Pistons        | nessun 2° quintetto | nessun 2° quintetto |
| 1981-1982 | Buck Williams         | New Jersey Nets        | nessun 2° quintetto | nessun 2° quintetto |
| 1981-1982 | Jeff Ruland           | Washington Bullets     | nessun 2° quintetto | nessun 2° quintetto |
| 1982-1983 | Terry Cummings        | San Diego Clippers     | nessun 2° quintetto | nessun 2° quintetto |
| 1982-1983 | Clark Kellogg         | Indiana Pacers         | nessun 2° quintetto | nessun 2° quintetto |
| 1982-1983 | Dominique Wilkins     | Atlanta Hawks          | nessun 2° quintetto | nessun 2° quintetto |
| 1982-1983 | James Worthy          | Los Angeles Lakers     | nessun 2° quintetto | nessun 2° quintetto |
| 1982-1983 | Quintin Dailey        | Chicago Bulls          | nessun 2° quintetto | nessun 2° quintetto |
| 1983-1984 | Ralph Sampson         | Houston Rockets        | nessun 2° quintetto | nessun 2° quintetto |
| 1983-1984 | Steve Stipanovich     | Indiana Pacers         | nessun 2° quintetto | nessun 2° quintetto |
| 1983-1984 | Byron Scott           | Los Angeles Lakers     | nessun 2° quintetto | nessun 2° quintetto |
| 1983-1984 | Jeff Malone           | Washington Bullets     | nessun 2° quintetto | nessun 2° quintetto |
| 1983-1984 | Thurl Bailey (pari)   | Utah Jazz              | nessun 2° quintetto | nessun 2° quintetto |
| 1983-1984 | Darrell Walker (pari) | New York Knicks        | nessun 2° quintetto | nessun 2° quintetto |
| 1984-1985 | Michael Jordan        | Chicago Bulls          | nessun 2° quintetto | nessun 2° quintetto |
| 1984-1985 | Hakeem Olajuwon       | Houston Rockets        | nessun 2° quintetto | nessun 2° quintetto |
| 1984-1985 | Sam Bowie             | Portland Trail Blazers | nessun 2° quintetto | nessun 2° quintetto |
| 1984-1985 | Charles Barkley       | Philadelphia 76ers     | nessun 2° quintetto | nessun 2° quintetto |
| 1984-1985 | Sam Perkins           | Dallas Mavericks       | nessun 2° quintetto | nessun 2° quintetto |
| 1985-1986 | Xavier McDaniel       | Seattle SuperSonics    | nessun 2° quintetto | nessun 2° quintetto |
| 1985-1986 | Patrick Ewing         | New York Knicks        | nessun 2° quintetto | nessun 2° quintetto |
| 1985-1986 | Karl Malone           | Utah Jazz              | nessun 2° quintetto | nessun 2° quintetto |
| 1985-1986 | Joe Dumars            | Detroit Pistons        | nessun 2° quintetto | nessun 2° quintetto |
| 1985-1986 | Charles Oakley        | Chicago Bulls          | nessun 2° quintetto | nessun 2° quintetto |
| 1986-1987 | Brad Daugherty        | Cleveland Cavaliers    | nessun 2° quintetto | nessun 2° quintetto |
| 1986-1987 | Ron Harper            | Cleveland Cavaliers    | nessun 2° quintetto | nessun 2° quintetto |
| 1986-1987 | Chuck Person          | Indiana Pacers         | nessun 2° quintetto | nessun 2° quintetto |
| 1986-1987 | Roy Tarpley           | Dallas Mavericks       | nessun 2° quintetto | nessun 2° quintetto |
| 1986-1987 | Hot Rod Williams      | Cleveland Cavaliers    | nessun 2° quintetto | nessun 2° quintetto |
| 1987-1988 | Mark Jackson          | New York Knicks        | nessun 2° quintetto | nessun 2° quintetto |
| 1987-1988 | Armen Gilliam         | Phoenix Suns           | nessun 2° quintetto | nessun 2° quintetto |
| 1987-1988 | Kenny Smith           | Sacramento Kings       | nessun 2° quintetto | nessun 2° quintetto |
| 1987-1988 | Greg Anderson         | San Antonio Spurs      | nessun 2° quintetto | nessun 2° quintetto |
| 1987-1988 | Derrick McKey         | Seattle SuperSonics    | nessun 2° quintetto | nessun 2° quintetto |
| 1988-1989 | Mitch Richmond        | Golden State Warriors  | Brian Shaw          | Boston Celtics      |
| 1988-1989 | Willie Anderson       | San Antonio Spurs      | Rex Chapman         | Charlotte Hornets   |
| 1988-1989 | Hersey Hawkins        | Philadelphia 76ers     | Chris Morris        | New Jersey Nets     |
| 1988-1989 | Rik Smits             | Indiana Pacers         | Rod Strickland      | New York Knicks     |
| 1988-1989 | Charles Smith         | Los Angeles Clippers   | Kevin Edwards       | Miami Heat          |
| 1989-1990 | David Robinson        | San Antonio Spurs      | J.R. Reid           | Charlotte Hornets   |
| 1989-1990 | Tim Hardaway          | Golden State Warriors  | Sean Elliott        | San Antonio Spurs   |
| 1989-1990 | Vlade Divac           | Los Angeles Lakers     | Stacey King         | Chicago Bulls       |
| 1989-1990 | Sherman Douglas       | Miami Heat             | Blue Edwards        | Utah Jazz           |
| 1989-1990 | Pooh Richardson       | Minnesota Timberwolves | Glen Rice           | Miami Heat          |